# Panna Agnieszka
Panna Agnieszka – bohaterka niedokończonego dramatu Złota czaszka Juliusza Słowackiego.
Panna Agnieszka jest córką strażnika w Krzemieńcu, Złotej Czaszki. Akcja dramatu rozgrywa się w XVII wieku.
Postać istotna dla rozwoju wątku miłosnego w utworze. Agnieszka jest zakochana z wzajemnością w studencie, który nie jest, niestety, zamożny. Ojciec panny chce ją wydać za mąż za bogatego szlachcica Gąskę.